# Petit Potam
Petit Potam est un hippopotame de fiction créé par Christine Chagnoux en 1967.
Habitant avec toute sa famille dans le village de Barbotam, sur une l'île située au milieu du fleuve Potamazone, il est le héros d'une série de livres pour la jeunesse, publiés aux éditions Dargaud.

## Personnages
- Petit Potam
- Tessie
- Tim
- Tam
- Ma Potam
- Pa Potam
- Grand Ma Potam
- Grand Pa Potam

## Albums
- 1967 : Petit Potam - Dargaud
- 1969 : Petit Potam au cirque - Dargaud
- 1970 : Petit Potam est malade - Dargaud
- 1972 : Petit Potam aux sports d'hiver - Dargaud
- 1984 : Petit Potam au bord de la mer - Dargaud
- 1987 : Tony l'ourson et Petit Potam - Dargaud

## Adaptations
Petit Potam a été adapté à deux reprises en animation  : 
- Petit Potam, série télévisée d'animation en 52 épisodes de 13 minutes, réalisée par Bernard Deyriès et diffusée en 1997 ;
- Petit Potam, le film, long métrage d'animation de Christian Choquet et Bernard Deyriès sorti en 2001.